# Portugees rugbyteam (mannen)

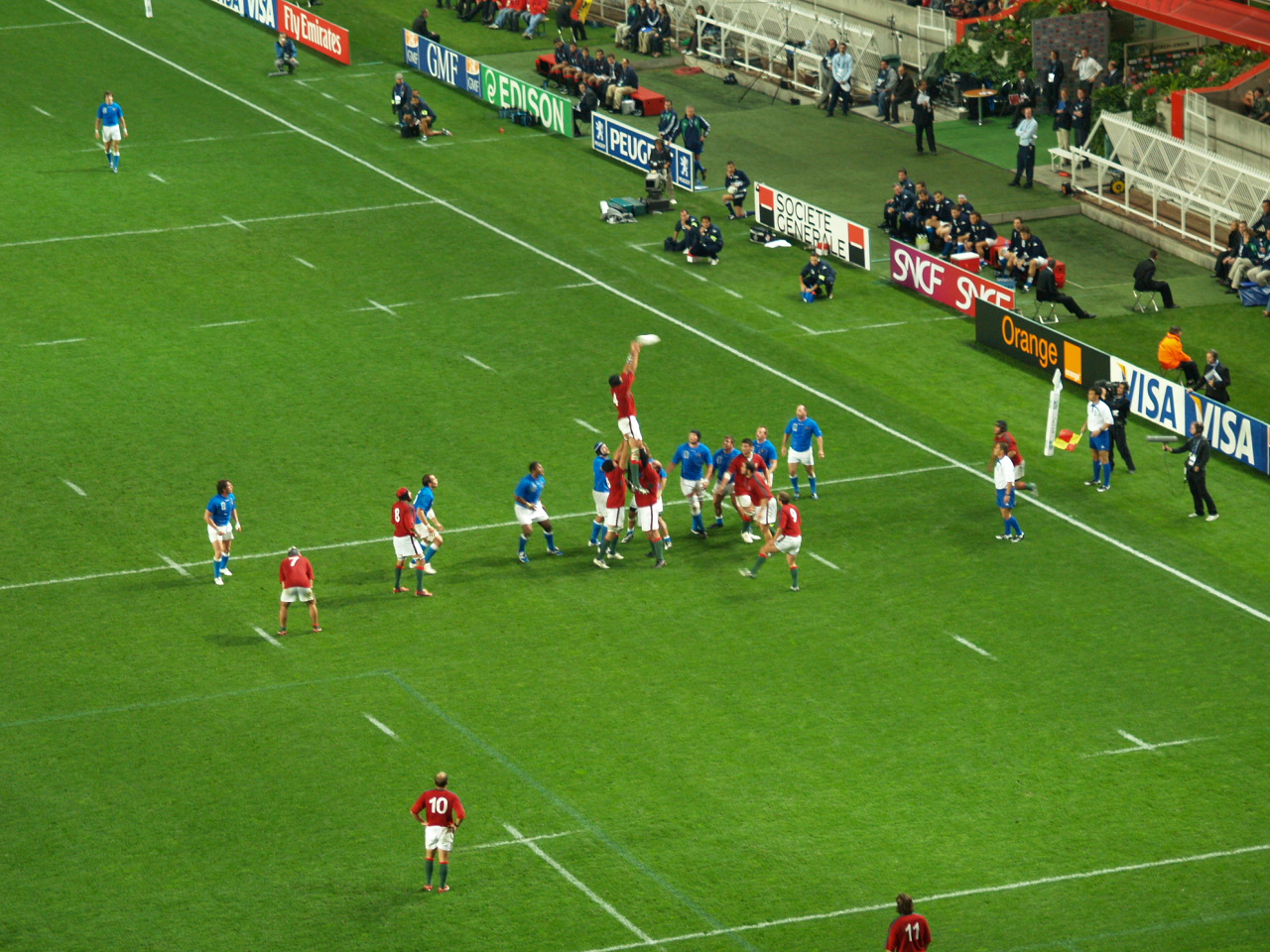
Portugal speelt op het WK 2007 tegen Italië.

Het Portugees rugbyteam is een team van rugbyers dat Portugal vertegenwoordigt in internationale wedstrijden.
Rugby is in Portugal geen grote sport. De competitie is weliswaar goed georganiseerd, maar door een gebrek aan geld, trainingsaccommodaties en populariteit is het niveau niet erg hoog. Op een enkele semi-prof na zijn alle Portugese rugbyspelers amateur. Er zijn ook erg weinig Portugezen die in de profcompetities in Frankrijk of Engeland spelen. Ondanks dat het nationale team dus uit amateurs bestaat, heeft het goede resultaten geboekt. Het hoogtepunt was de deelname aan het wereldkampioenschap rugby 2007 in Frankrijk. Alle wedstrijden werden weliswaar verloren, maar in elke wedstrijd wisten ze een try te scoren.

## Geschiedenis
De rugbysport werd in de jaren '20 geïntroduceerd door Engelse en Franse handelsdelegaties. In 1926 werd de Portugese rugbybond opgericht. Pas negen jaar later, in 1935 werd de eerste interland gespeeld. Er werd met 5-6 verloren van Spanje. Een jaar later verloor Portugal hun tweede interland weer van Spanje, nu met 16-9.
De sport kon zich echter niet verder ontwikkelen, dit kwam door de oorlogen in Europa, de economische malaise en de dominantie van het voetbal. Hierdoor werd de derde Portugese interland pas in 1954 gespeeld en de vierde in 1965. Beide wedstrijden werden verloren tegen Spanje. In de vijfde interland, weer tegen Spanje, wist Portugal zijn eerste winst te behalen. In dat jaar werd België de eerste tegenstander naast Spanje, de wedstrijd eindigde in 3-3.
Portugal speelde in de jaren hierna regelmatiger interlands. De tegenstanders waren meestal andere Europese landen. Het Portugees rugbyteam doet mee aan de European Nations Cup. Aan dit toernooi doen de beste Europese landen mee, behalve de toplanden van het Zeslandentoernooi. In 2004 wist Portugal dit toernooi verrassend te winnen.
De eerste keer dat Portugal een interland speelde tegen een traditioneel sterk rugbyland was in 1994. In de kwalificatie voor het wk 1995 verloor Portugal met 102-11 van Wales.
Na mislukte kwalificaties voor het wereldkampioenschap rugby in 1991 en 1995, drong Portugal door tot de laatste fase van de kwalificatie voor het wk 1999. De wedstrijden tegen Uruguay werden echter verloren. Door een verliespartij tegen Spanje werd Portugal ook uitgeschakeld voor het wk 2003.
De kwalificatie voor het wereldkampioenschap rugby 2007 werd goed begonnen. Portugal bereikte de laatste fase van de kwalificatie en moest daarin eerst spelen tegen Marokko. Door zowel uit als thuis te winnen mocht Portugal tegen Uruguay spelen. De winnaar zou zich plaatsen voor de eindronde van het wk. De thuiswedstrijd in Lissabon werd met 12-5 gewonnen. De terugwedstrijd in Montevideo werd echter verloren met 18-12. Door het betere doelsaldo van 34-33 wist Portugal zich voor het eerst te kwalificeren voor het wereldkampioenschap rugby.

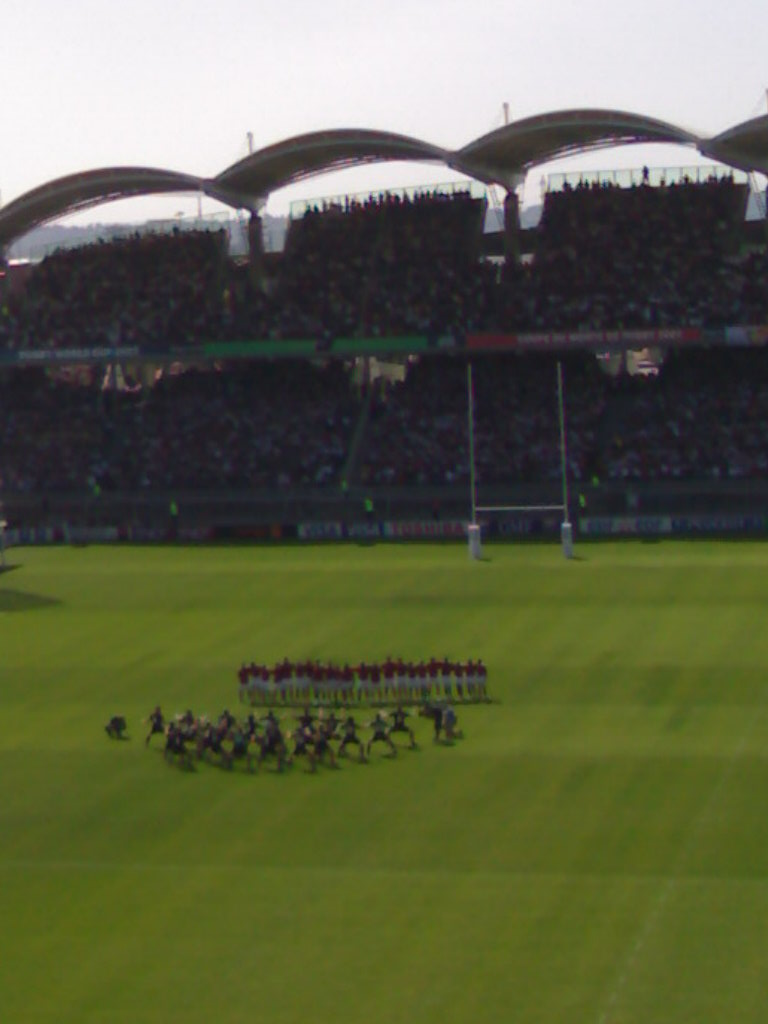
De wedstrijd tegen de All Blacks op het wk 2007.

Op het wk 2007 in Frankrijk was Portugal ingedeeld in groep C. De eerste wedstrijd tegen Schotland werd verloren met 56-10. In deze wedstrijd scoorde Pedro Carvalho de eerste Portugese try op een wk. De tweede wedstrijd was tegen titelfavoriet Nieuw-Zeeland. Ondanks een try van Rui Cordeiro verloor Portugal met 108-13, wat het grootste verlies ooit is van Portugal. In de wedstrijd tegen Italië wist Portugal weer één try te scoren. Het verloor wel, met 31-5. De tegenstander in de laatste wedstrijd was Roemenië, die ook al zijn wedstrijden verloor. Deze kans op de eerste wk-overwinning werd niet gegrepen. Portugal verloor nipt met 14-10. Doordat Portugal ook in deze wedstrijd één try maakte, hebben ze in alle vier de wk-wedstrijden precies één try gescoord. Dit is een zeer goede prestatie, temeer daar Portugal het enige amateurteam was op het wereldkampioenschap rugby.

## Wereldkampioenschappen
Portugal nam in 2007 voor het eerst deel aan het wereldkampioenschap.
- WK 1987: niet uitgenodigd
- WK 1991: niet gekwalificeerd
- WK 1995: niet gekwalificeerd
- WK 1999: niet gekwalificeerd
- WK 2003: niet gekwalificeerd
- WK 2007: eerste ronde (geen overwinningen)
- WK 2011: niet gekwalificeerd
- WK 2015: niet gekwalificeerd
- WK 2019: niet gekwalificeerd